# 국가재난정보센터
국가재난정보센터(國家災難情報-, National Disaster Information Center)는 예측하기 어려운 대규모 자연적, 인위적 재난에 신속하게 대비하기 위하여 설립된 대한민국 국민안전처 소속기관이다. 서울특별시 종로구 세종로 55(세종로 1가 77-6) 정부서울청사에 위치하고 있다.

## 같이 보기
- 국가사이버안전센터
- 국가기상위성센터
- 국가태풍센터